# Alaus humeralis
Alaus humeralis là một loài bọ cánh cứng trong họ Elateridae. Loài này được Heller miêu tả khoa học năm 1934.